# Бродниця (місто)
Бродниця (пол. Brodnica Польська вимова: [brɔdˈɲit͡sa] ( прослухати), нім. Strasburg in Westpreußen або Strasburg an der Drewenz) — місто на півночі Польщі, на річці Дрвенця.
Адміністративний центр Бродницького повіту Куявсько-Поморського воєводства.

## Відомі люди

### Перебували
- король Владислав IV Ваза — в липні 1635 р.
- Януш Радзивілл — разом з королем; тут отримав посаду старости кам'янецького[4]

### Померли
- Якуб Бучацький — єпископ латинський кам'янецький, плоцький.

### Бродницькі старости
- Єжи Оссолінський — канцлер великий коронний

## Промисловість
В м. Бродниці розташований завод Vorwerk Autotec Polska sp. z o.o., який виготовляє запчастини до автомобілів БМВ, Мерцедес-Бенц, Вольксваген, Рено, Порше, Ауді.

## Демографія
Демографічна структура станом на 31 березня 2011 року:
|          | Загалом | Допрацездатний вік | Працездатний вік | Постпрацездатний вік |
| -------- | ------- | ------------------ | ---------------- | -------------------- |
| Чоловіки | 13522   | 2892               | 9458             | 1172                 |
| Жінки    | 14894   | 2821               | 9066             | 3007                 |
| Разом    | 28416   | 5713               | 18524            | 4179                 |

## Галерея

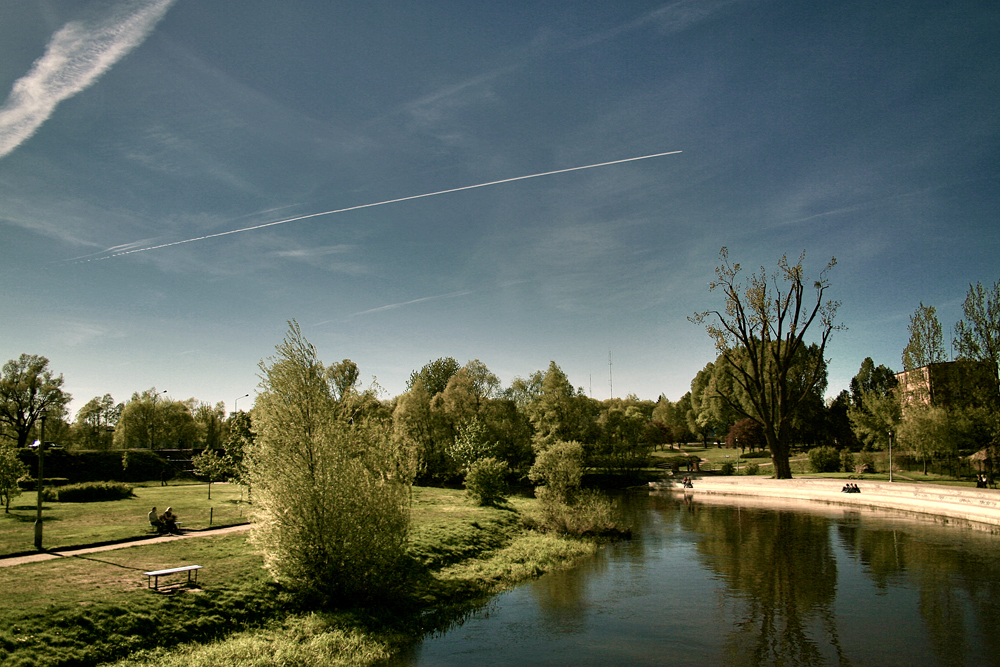
Дрвенца в місті
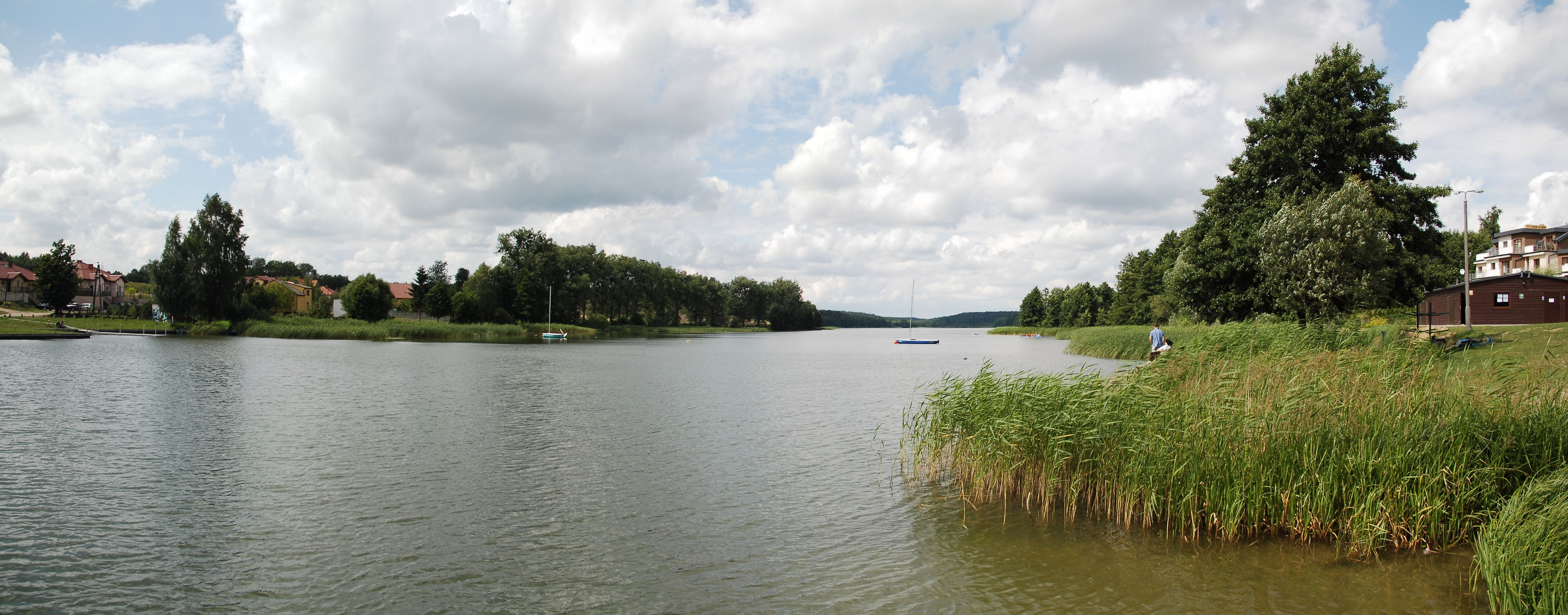
озеро Низьке Бродно
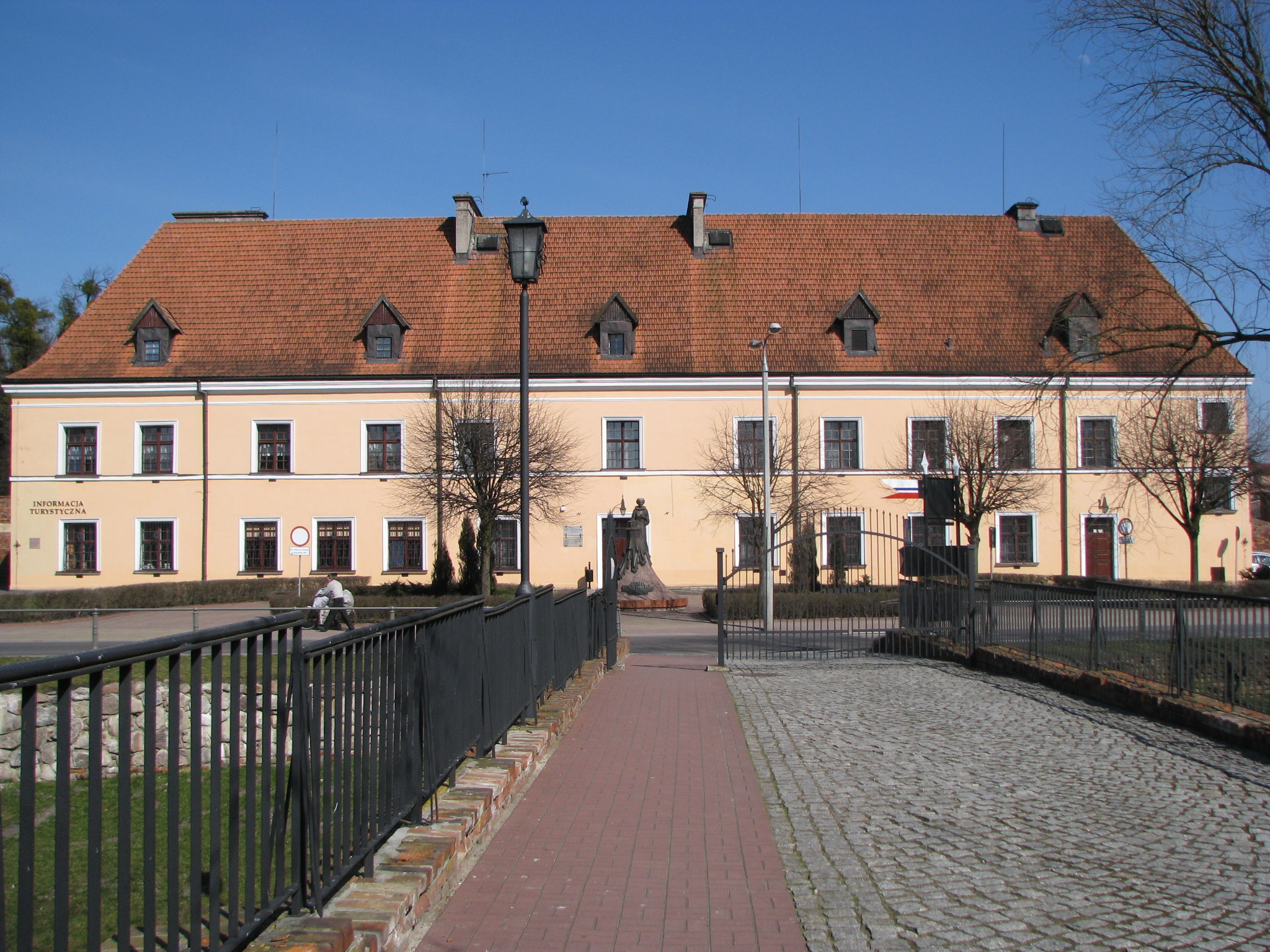
Палац Анни Вазувни
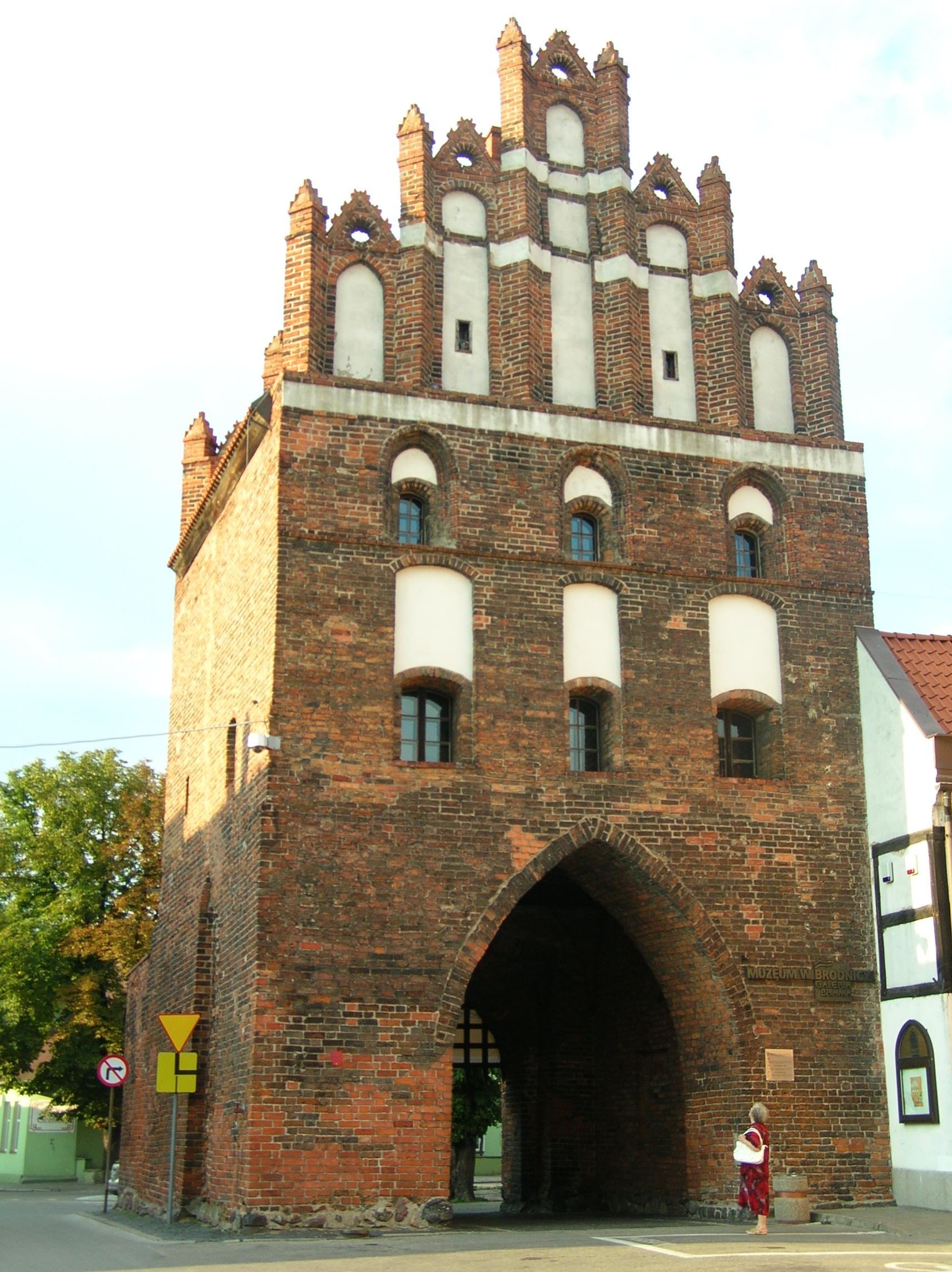
Хелмінські ворота (Кам'яні)
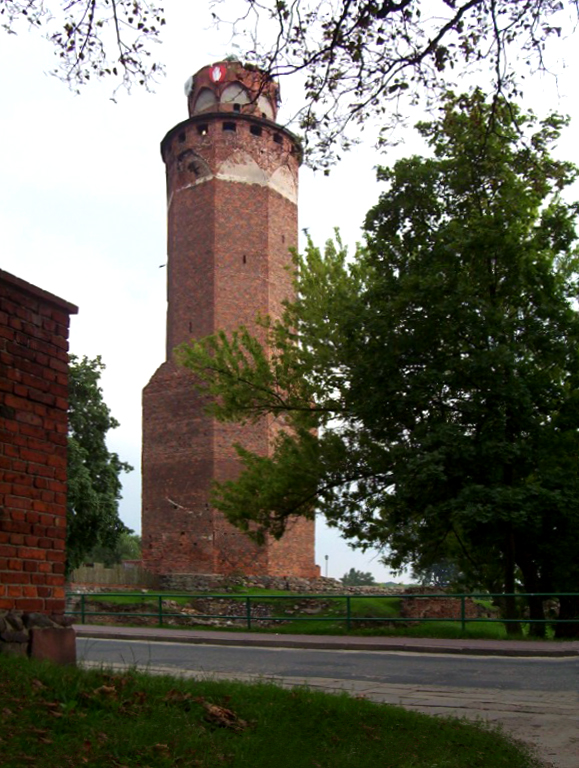
Замок у Бродниці (вежа)
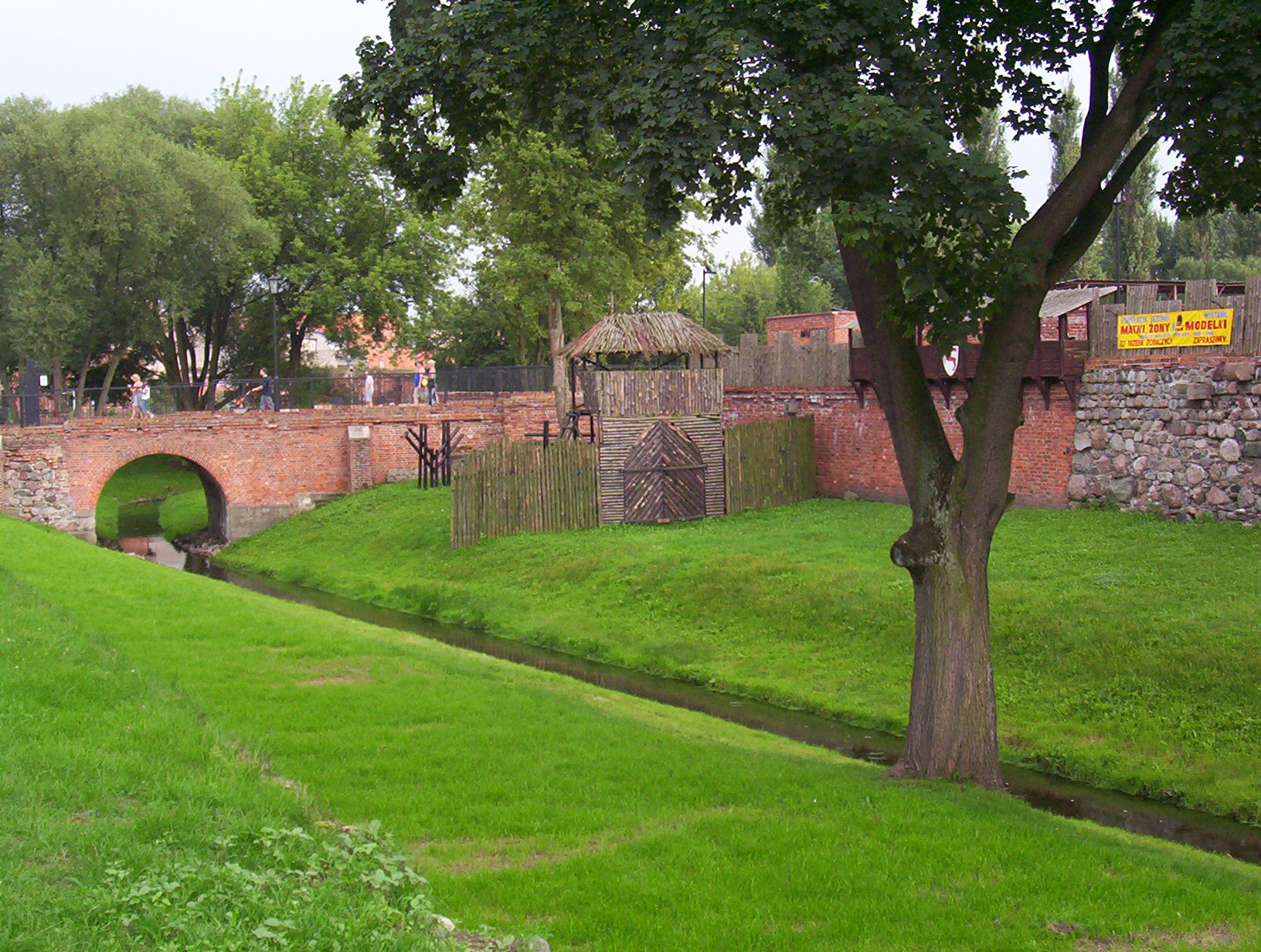
Замковий рів
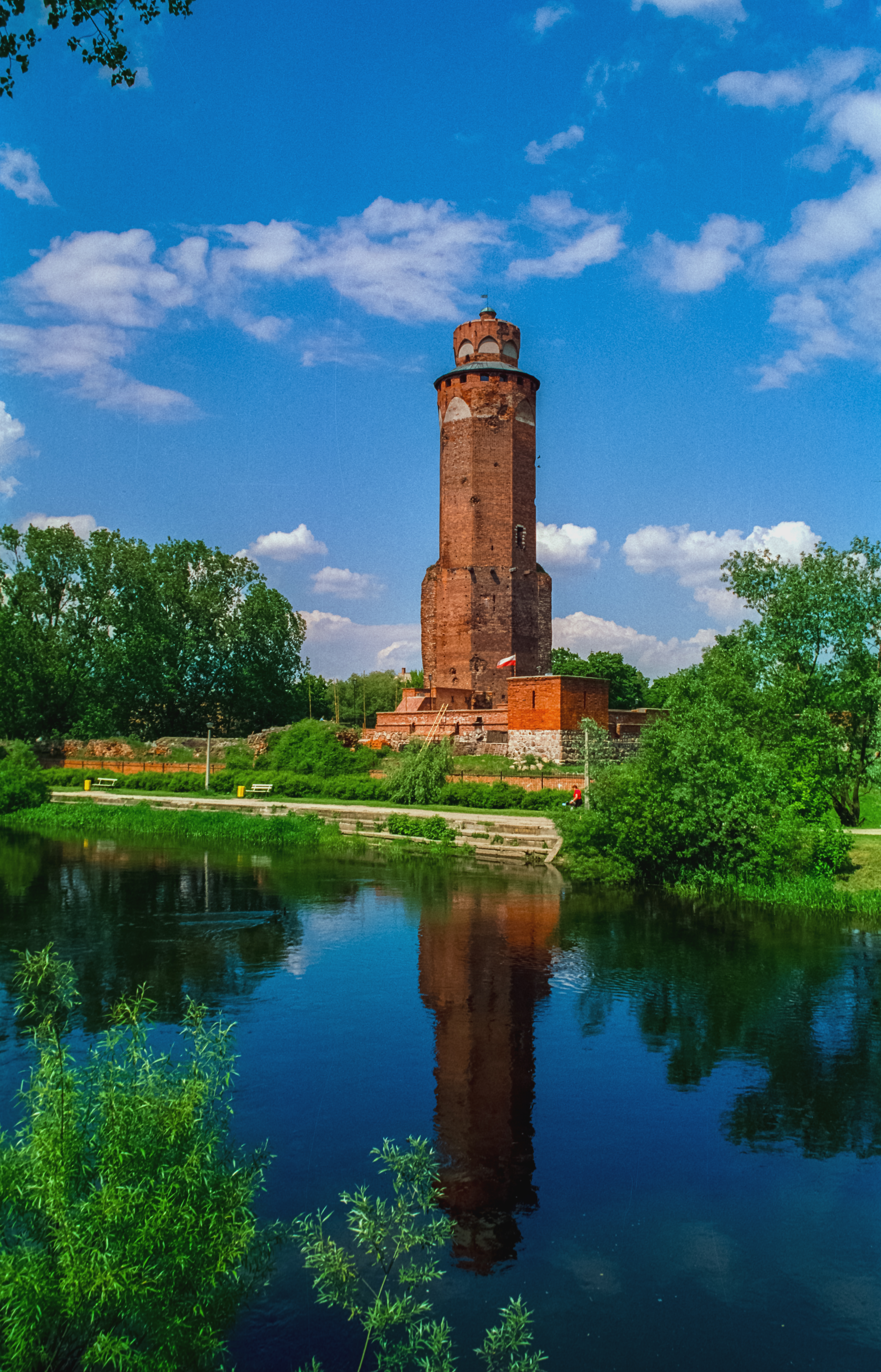
Замок у Бродниці (вежа)
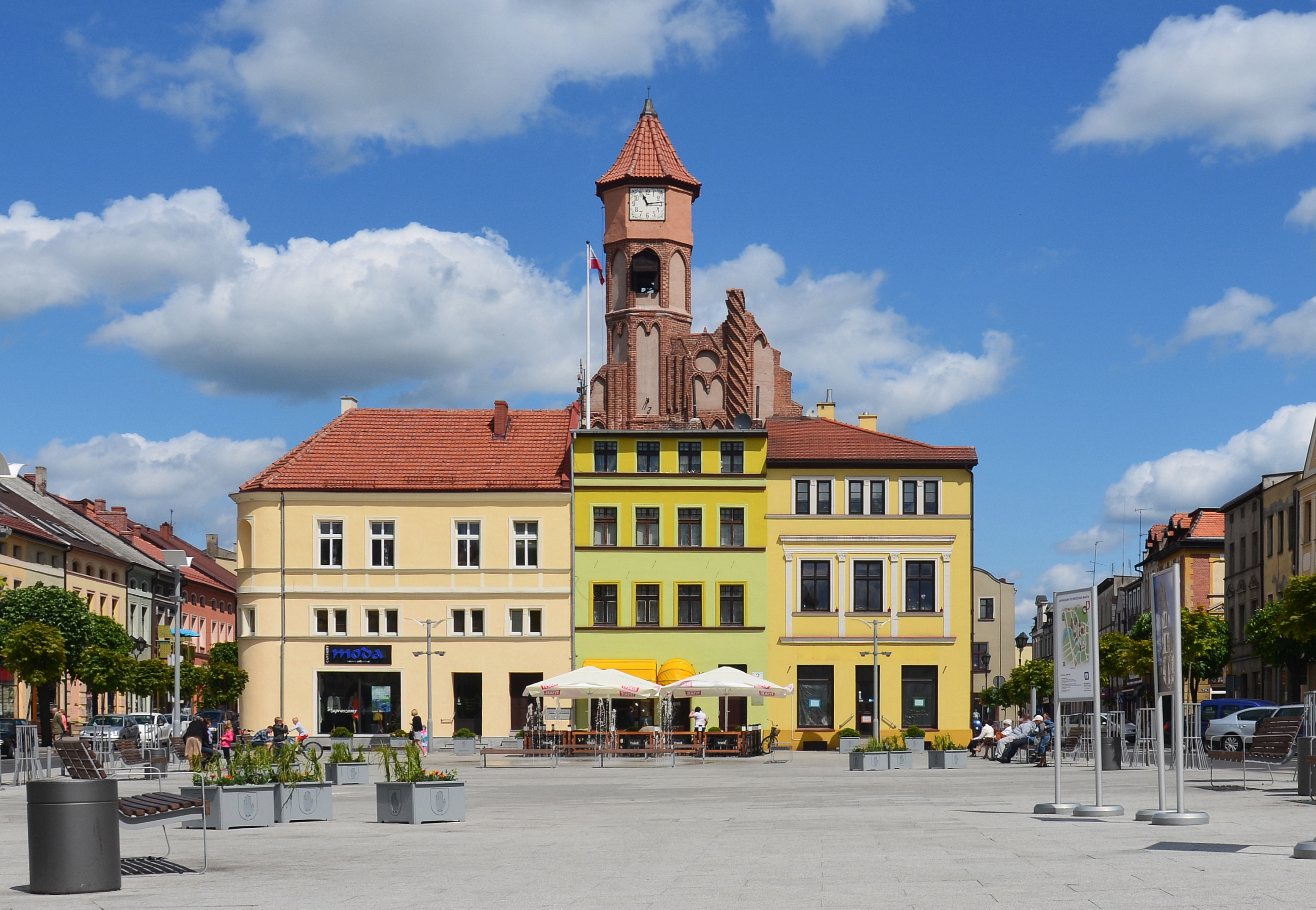
Старе місто
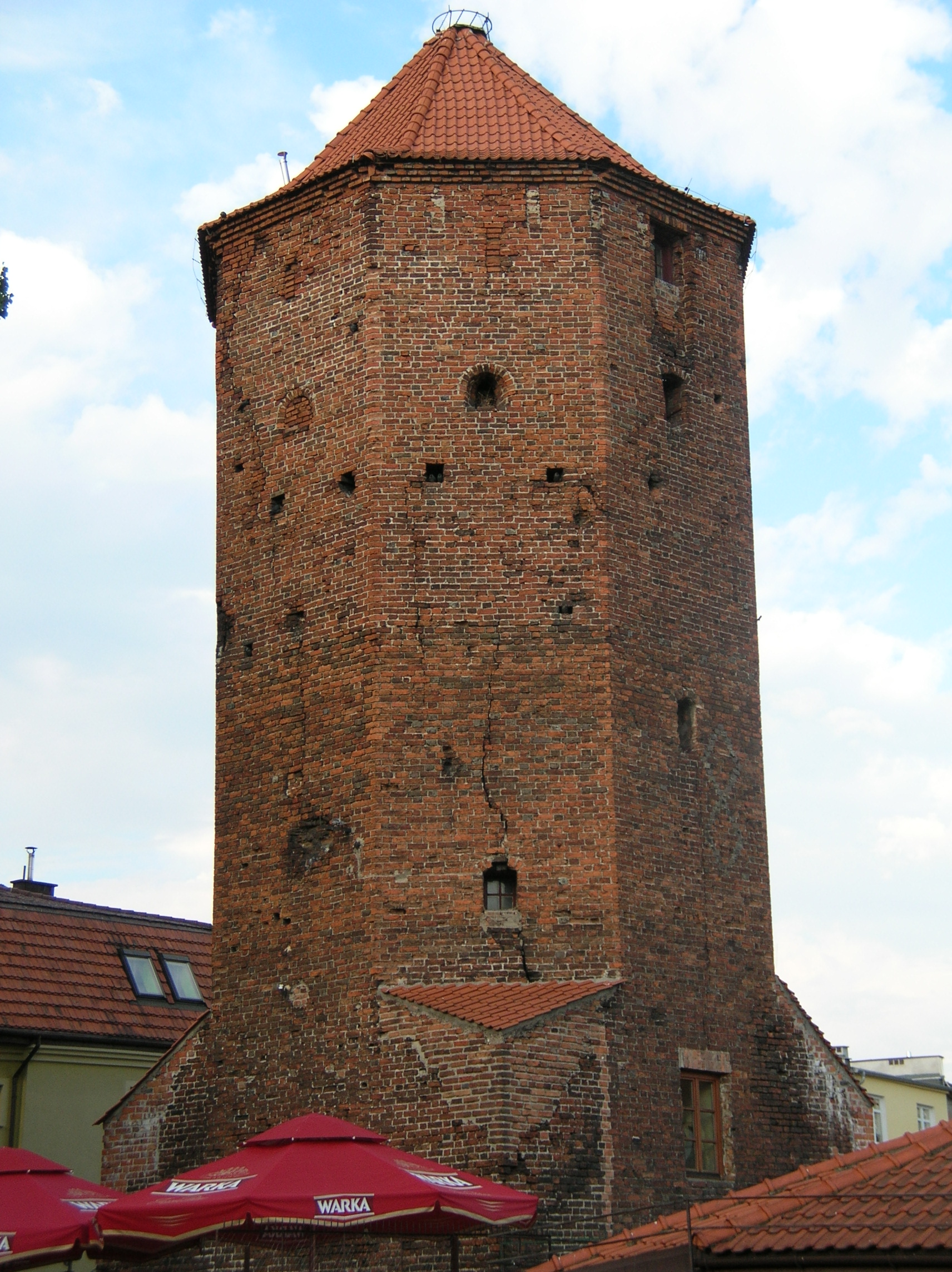
Мазурська вежа
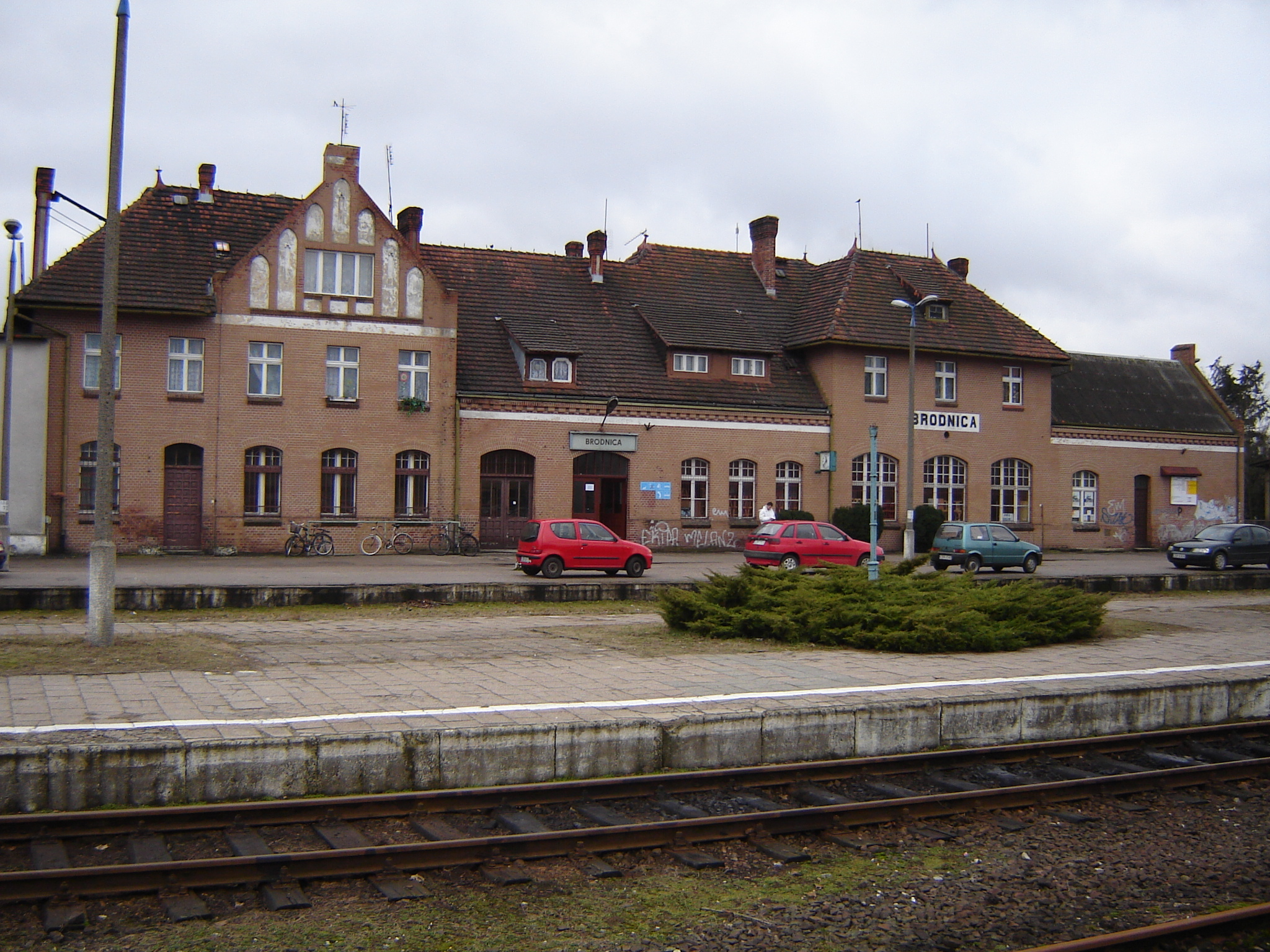
Залізничний вокзал у Бродниці